# Rubus gothicus
Rubus gothicus — вид квіткових рослин з родини трояндових (Rosaceae). Ареал: Чехія, Німеччина, Польща, Данія, Південна Швеція, Південна Норвегія; для Словаччини й Австрії наводиться помилково.
У Польщі цей вид відомий майже виключно із Західної Польщі.